# Aleksander Graeve
Aleksander Józef Karol Graeve (ur. 1818, zm. 1883) - ziemianin, finansista, poseł do sejmu pruskiego. 
Jego ojcem był pruski oficer Karol Grave, który ożenił się z Polką. Aleksander uważał się za Polaka. Ożenił się dwukrotnie:
- Emilia Koczorowska z Koczorowa h. Rogala (1820-1864), 6 dzieci
- Franciszka Slaska ze Slasów h. Grzymała (wnuczka gen. Jana Slaskiego), syn Stanisław Graeve.

W 1882, po śmierci Józefa Siemiątkowskiego, zakupił majątek Biskupice wraz z okolicznymi folwarkami.